# Spiegelteleskop

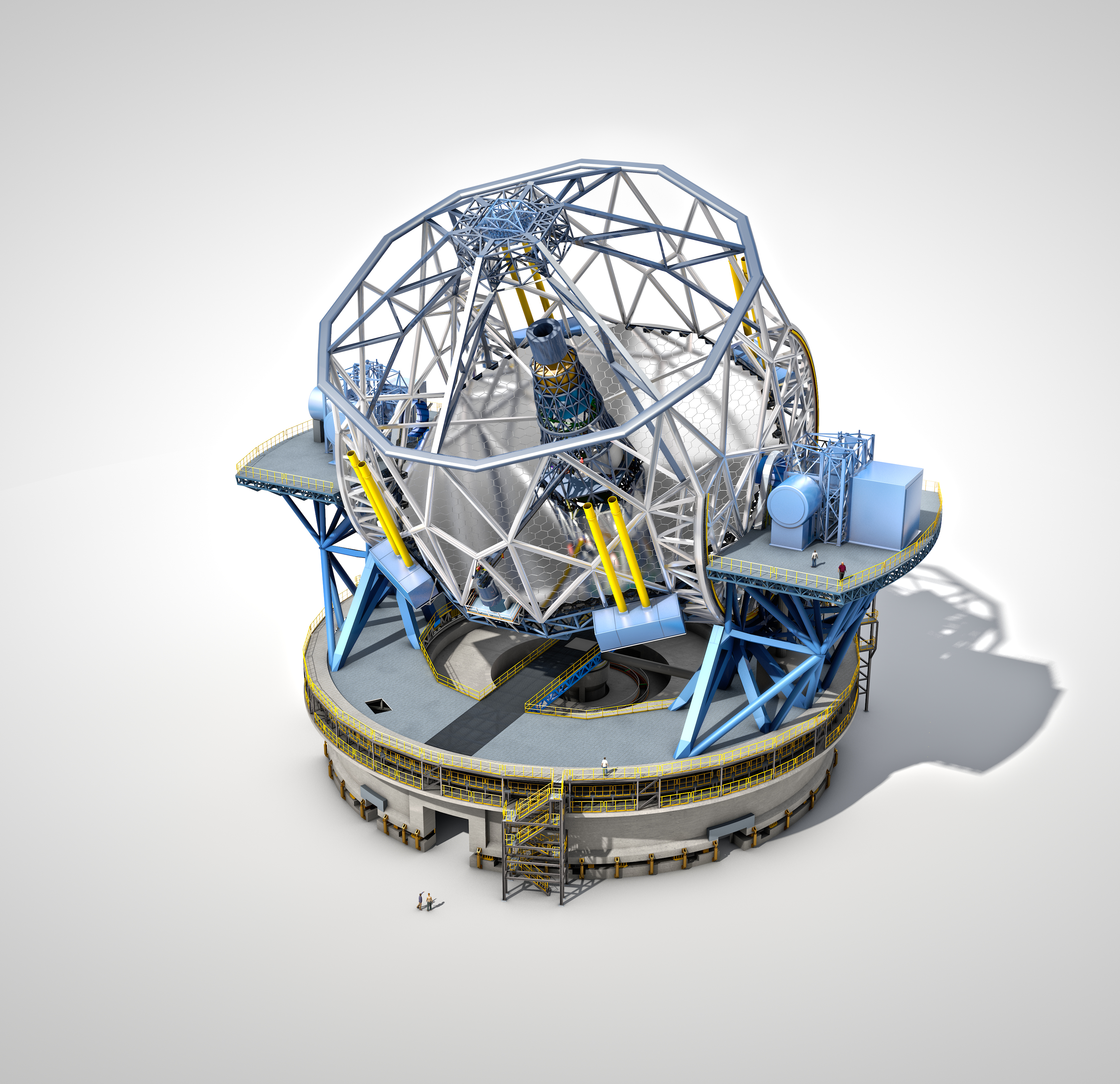
Aufbau des ELT, dessen Hauptspiegel einen Durchmesser von 39 m aufweist, Fertigstellung 2025 geplant

Spiegelteleskope sind optische Teleskope, die als Objektiv einen Hohlspiegel besitzen, statt Linsen wie Fernrohre. Die meisten Bauformen verwenden neben diesem Hauptspiegel noch weitere optische Elemente wie Linsen, Umlenk- oder Fangspiegel.
Spiegelteleskope werden in der beobachtenden Astronomie eingesetzt – sowohl visuell als auch fotografisch oder für die Spektroskopie. Sie eignen sich neben Beobachtungen im Bereich des sichtbaren Lichts für einen weiten Bereich des elektromagnetischen Spektrums, vom Ultraviolett bis zum fernen Infrarot.
Auf großen Sternwarten werden Spiegelteleskope mit Durchmessern von etwa 2 bis 10 Meter verwendet, auf Forschungssatelliten von 0,5 bis 3 Meter. In Planung sind ein 40-Meter-Teleskop der ESO (ELT) und Weltraumteleskope bis 6 Meter. Unter den Schul- und Amateurteleskopen sind Spiegelfernrohre die häufigste Bauart, weil sie gegenüber Linsenfernrohren leichter und billiger sind. Sie haben meist Spiegeldurchmesser von 10 bis 30 cm, beim eigenen Spiegelschleifen manchmal auch darüber.

## Geschichte des Spiegelteleskops
Bereits im 13. Jahrhundert war die vergrößernde Wirkung konkaver Spiegel bekannt und Leonardo da Vinci beschrieb 1512 deren Verwendung zur Beobachtung des Sternenhimmels.
Aber erst 1616, acht Jahre nach der Erfindung des Linsenfernrohrs, baute der Jesuitenpater Nicolaus Zucchius das erste Spiegelteleskop. Es bestand aus einem leicht gekippten Hohlspiegel und einer Zerstreuungslinse, die das Okular bildete und seitlich angeordnet war, damit der Beobachter den Lichteinfall zum Hohlspiegel nicht verdeckt. Wegen der Spiegelkippung hatte das Teleskop jedoch starke Abbildungsfehler.
Von den anfangs aus Glas geschliffenen Spiegeln ging man mit größer werdenden Durchmessern bald auf Metallspiegel über, in deren Schlifftechnik es besonders James Short und Wilhelm Herschel zur Meisterschaft brachten. Sie dominierten bis etwa 1900, als bessere Methoden des Glasgusses entwickelt wurden.

### Gregory-, Cassegrain- und Newton-Teleskop

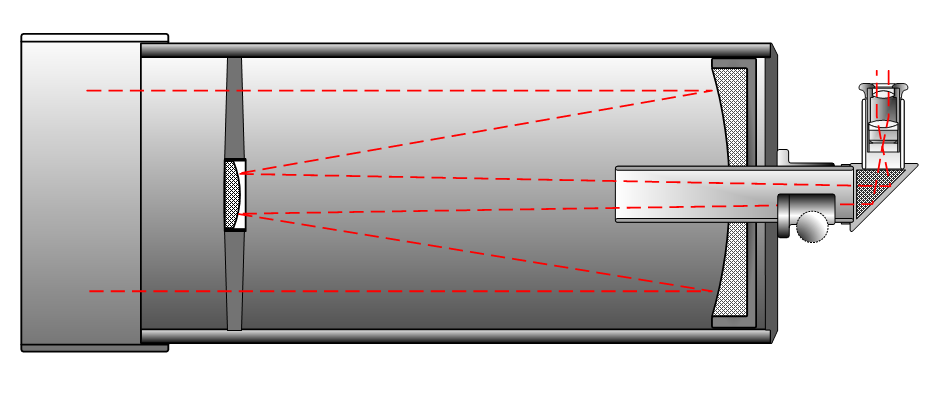
Strahlengang im Cassegrain-Teleskop

In den folgenden Jahren beschäftigten sich unter anderen der Bolognese Cesare Caravaggi sowie die Mathematiker Bonaventura Cavalieri (1632), Marin Mersenne (1636) und James Gregory (1663) mit verschiedenen Bauformen zur Konstruktion eines Spiegelteleskops. Die beste Lösung gelang 1672 dem französischen Priester Laurent Cassegrain, die bis heute als Cassegrain-Teleskop verwendet wird.

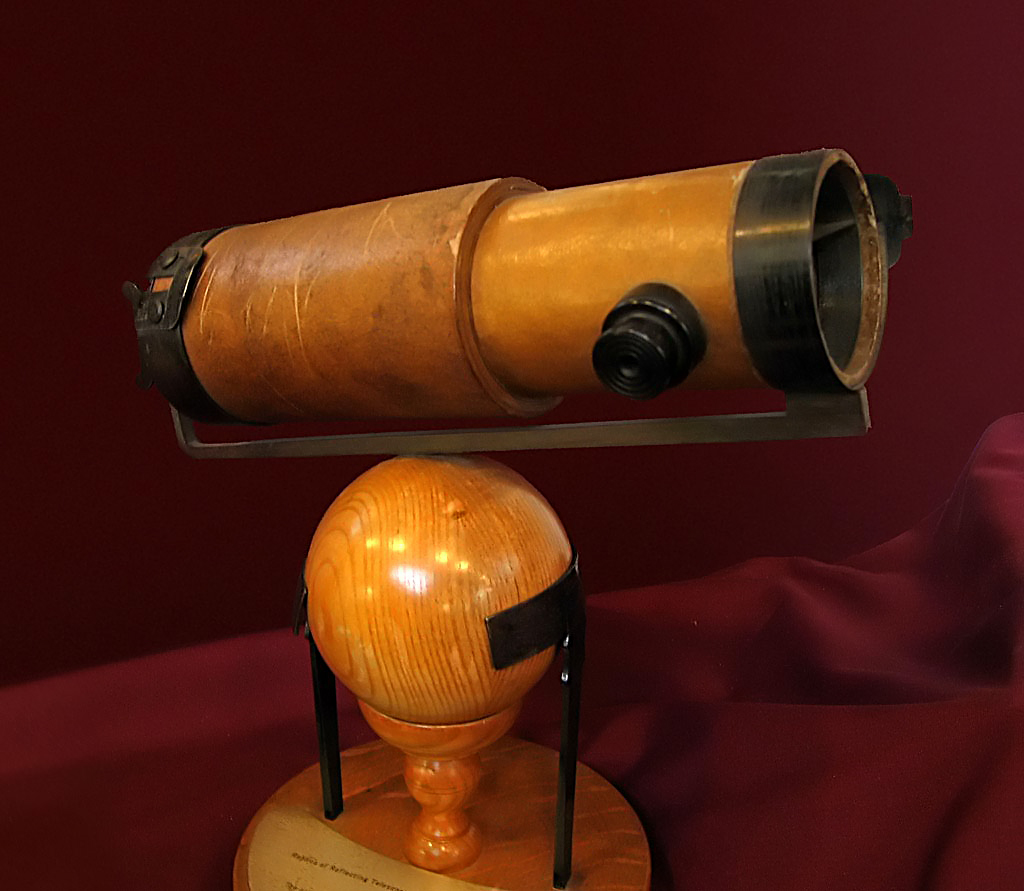
Nachbildung des Teleskops von Isaac Newton, 1672; der Spiegel hatte einen Durchmesser von 5 cm.

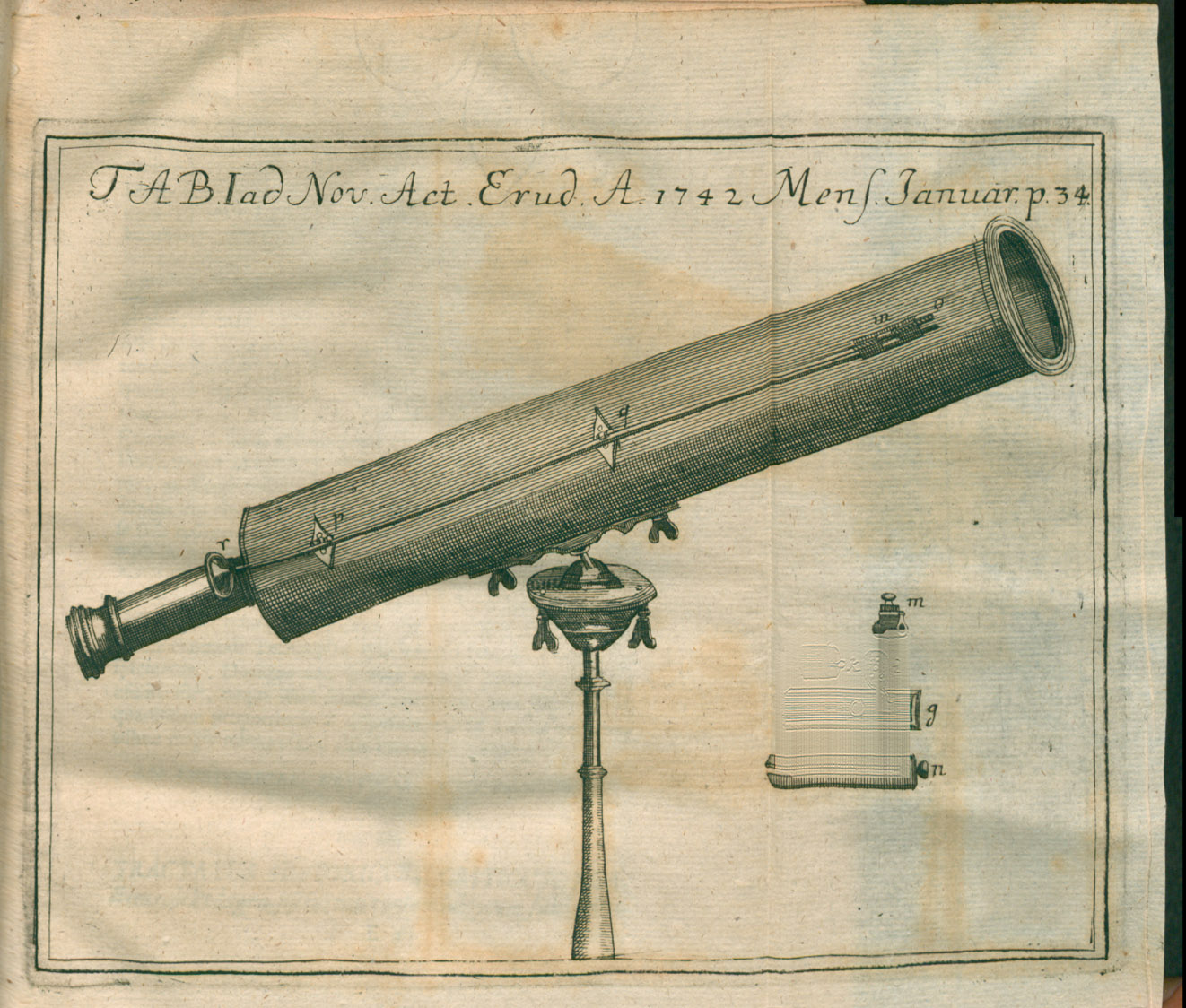
Illustration von der Rezension im Construction d’un telescope par reflexion, de mr. Newton, ayant seize pouces de longueur … (Acta eruditorum, 1741)

In den Jahren 1668–1672 entwickelte Isaac Newton ein Teleskop, das mittels eines Hilfsspiegels den Nachteil des gekippten Hauptspiegels vermied, und führte es der Öffentlichkeit vor. In der optischen Achse des Hauptspiegels brachte er einen planen Umlenkspiegel an, über den der Beobachter seitlich in das Instrument hineinblicken konnte. Diese Bauart bildete wegen ihres einfachen Aufbaus den Prototyp vieler folgender Teleskope, wobei unter den Gelehrten eine europaweite Diskussion über die Vor- und Nachteile der verschiedenen Systeme stattfand.

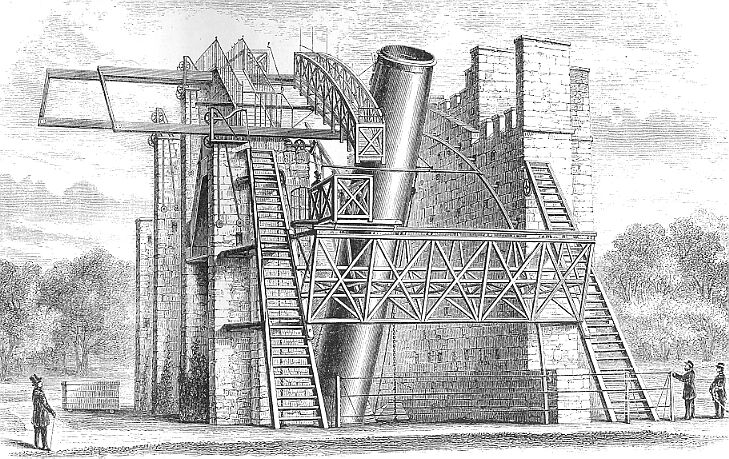
Spiegelteleskop „Leviathan“ von 1860; der Metallspiegel hatte einen Durchmesser von 1,83 m.

Parabolische Hauptspiegel ergeben im Gegensatz zu sphärisch geformten Hauptspiegeln ein fehlerfreies Bild, wie bereits Gregory postulierte. 1721 gelang es den Brüdern John, Henry und George Hadley, den ungleich schwieriger zu fertigenden parabolischen Hauptspiegel herzustellen. Auf dieser Grundlage wurden in den nachfolgenden 150 Jahren immer größere Teleskope gebaut, bis hin zu dem 183 cm durchmessenden Leviathan.

### Spiegelmaterial, Schliff und Korrekturoptik
Die Hauptspiegel wurden bis Mitte des 19. Jahrhunderts aus Spiegelmetall gefertigt. Das hatte neben einem Reflexionsvermögen von anfänglich ca. 60 % den Nachteil, dass das Metall mit der Zeit korrodierte, was regelmäßiges Polieren notwendig machte, wodurch die parabolische Form litt und aufwendig wiederhergestellt werden musste. Mit einem Verfahren von Justus Liebig, einen dünnen Silberfilm auf Glas abzuscheiden, entwickelten Léon Foucault und Carl August von Steinheil Spiegel aus Glas mit einer Reflexionsschicht aus Silber, die ein deutlich höheres Reflexionsvermögen besaß und sich leicht erneuern ließ. Foucault entwickelte des Weiteren ein vereinfachtes Verfahren zur Prüfung der Spiegelform, welches die Herstellung der Spiegel deutlich erleichterte.
1905 publizierte Karl Schwarzschild seine Arbeit über Abbildungsfehler höherer Ordnung in Mehrspiegelsystemen und legte damit die Grundlage zu komafreien, aplanatischen Mehrspiegeloptiken. Diese wurden von George Willis Ritchey und Henri Chrétien in dem nach ihnen benannten Ritchey-Chrétien-Teleskop in Cassegrain-Anordnung umgesetzt, das nicht nur scharfe Bilder im Zentrum, sondern auch Beobachtungen mit größerem Bildwinkel ermöglicht. Da man sich allerdings zunächst nicht an die schwierig herzustellenden, asphärischen Spiegel des Ritchey-Chrétien-Teleskops bei Großteleskopen wagte, setzte sich diese Konstruktion erst ab den 1960er Jahren durch. Weitere Konstruktionen, die einen teilweise sehr großen Bildwinkel ermöglichten, wurden gefunden: So etwa die von Bernhard Schmidt um 1930 entwickelte Schmidt-Kamera, bei der eine große Korrekturlinse vor dem Spiegel saß. Ende der 1930er entwarf Frank E. Ross für das 2,5-m-Hooker-Teleskop eine Korrekturoptik nahe dem Brennpunkt, die deshalb im Vergleich zum Hauptspiegel deutlich kleiner gebaut war und sich somit auch für größere Spiegeldurchmesser eignete. Diese Konstruktion wurde von Charles G. Wynne weiter verbessert und findet sich, teilweise in abgewandelter Form, auch in vielen modernen Teleskopen.

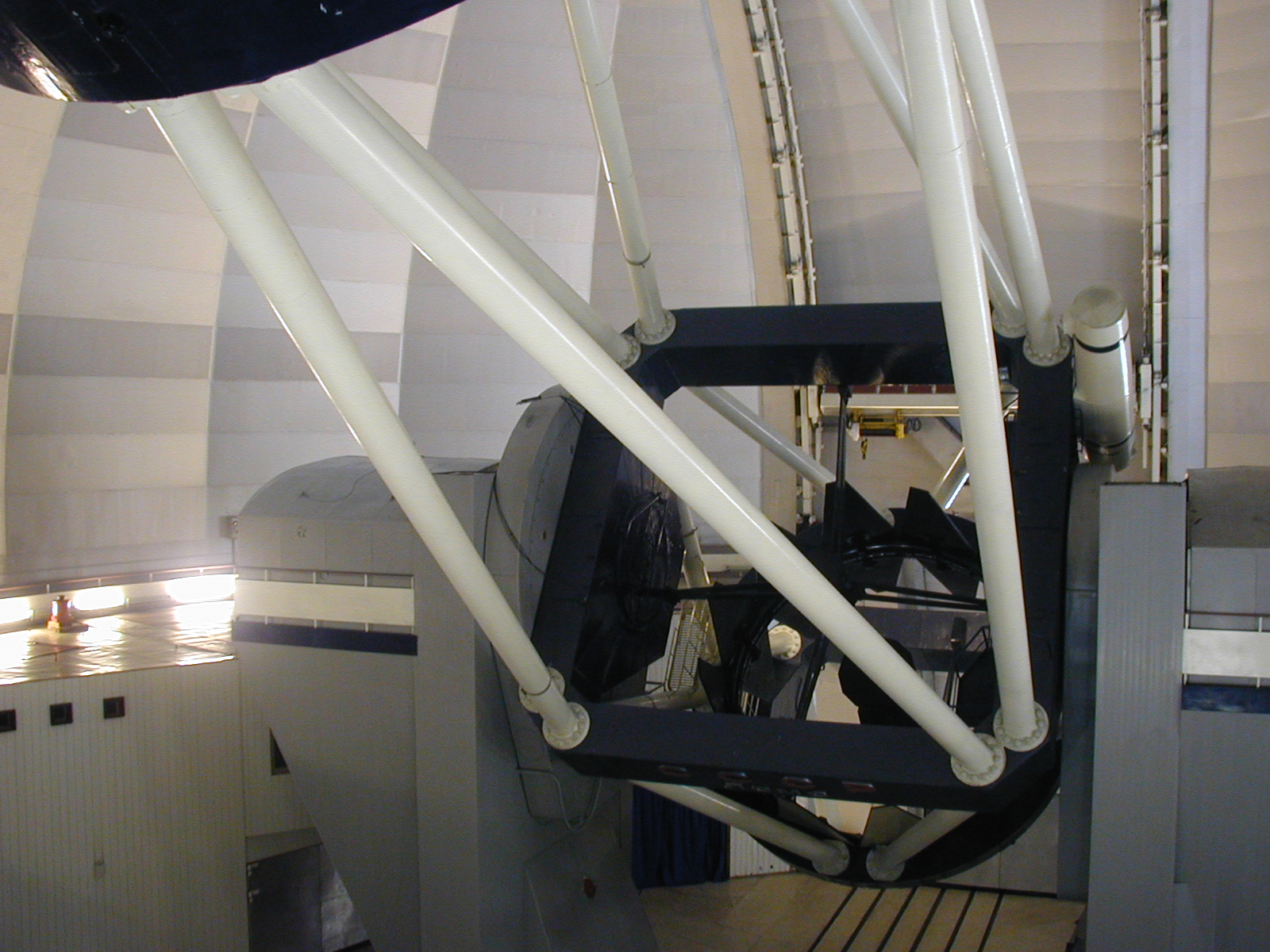
Selentschuk: 6-m-Primärspiegel (rechts unten) in offener, azimutaler Montierung

### Moderne Großteleskope
Das Prinzip der aus massiven Glasspiegeln gebauten und parallaktisch montierten Teleskope wurde bis zu einem Spiegeldurchmesser von 5 m (Mount Palomar 1948) erfolgreich beibehalten (siehe auch Hale-Teleskop). Der 1975 am Selentschuk-Observatorium installierte Sechs-Meter-Spiegel BTA-6 zeigte jedoch die Grenzen. Der 42 Tonnen schwere Glasspiegel hatte interne Spannungen und zeigte nach einiger Zeit einen Riss. Um diese Limitierung zu überschreiten, musste der Spiegel dünner und leichter werden. In den 1980er Jahren wurden Verfahren entwickelt, wie man große dünne Glasspiegel auf einem rotierenden Ofen, der direkt die Parabelform erzeugt, und mit stützenden Hohlstrukturen, meist in Wabenform, herstellen konnte. Mit dieser Technik wurden monolithische Spiegel bis zu 8 m Durchmesser hergestellt wie z. B. für das Very Large Telescope (VLT), das Giant Binocular Telescope (GBT) und viele mehr.
Um zu noch größeren Spiegeldurchmessern vorzudringen, muss der Spiegel aus einzelnen Segmenten zusammengesetzt werden. Voraussetzung dafür sind extrem präzise Halterungen der Spiegel, die die Segmente auf Bruchteile der Lichtwellenlänge zueinander ausrichten bzw. die Verformung der dünnen Spiegel mit der gleichen Genauigkeit verhindern. Wegen der dafür notwendigen aktiven Elemente in der Halterung werden solche Systeme auch als aktive Optik bezeichnet. Mit diesen Techniken gelang es bisher, Teleskope bis etwa zehn Meter Spiegeldurchmesser herzustellen, siehe Keck-Observatorium mit 10 m Spiegeldurchmesser. Im Bau befindet sich momentan (Stand 2024) das Extremely Large Telescope (ELT) mit 39 m Spiegeldurchmesser. Mehrere weitere Teleskope der 30-m-Klasse sind in Planung oder bereits im Bau, wie z. B. das Thirty Meter Telescope (TMT) oder das Giant Magellan Telescope (GMT).
In einer anderen Beziehung war das BTA-6 jedoch richtungsweisend. Wegen des hohen Gewichtes war eine parallaktische Montierung des Teleskops nicht mehr sinnvoll, stattdessen wurde eine mechanisch einfachere azimutale Montierung gewählt. Die zur Ausrichtung und Nachführung des Teleskops auf die betrachtete Himmelsregion erforderliche synchrone Steuerung über mehrere Achsen wurde durch Fortschritte in der Computertechnik möglich. Nachteilig ist die resultierende langsame Drehung des Bildfeldes, die durch einen hochpräzisen, motorisch per Computersteuerung angetriebenen Bildfeld-Derotator ausgeglichen werden muss. Die computergesteuerte Ausrichtung und Bewegung des Fernrohrs in 2 oder 3 Achsen wurde im Folgenden bei allen Großteleskopen übernommen und ist heutzutage auch für kleinere Amateurteleskope als sog. GoTo-Steuerung verfügbar.
Neben diesen häufig verwendeten Bauweisen wurden weitere Konstruktionen für Sonderzwecke entwickelt, beispielsweise:
- die Schmidt-Kamera und die Baker-Nunn-Kamera, um einen möglichst großen Himmelsbereich beobachten zu können;
- das Hubble-Weltraumteleskop, für Beobachtungen ungestört von der Atmosphäre.
- Für Spektrometrie werden Großteleskope (Hobby-Eberly-Teleskop, Southern African Large Telescope) wieder mit sphärischem Hauptspiegel ausgestattet, der sich zudem nur um eine Achse drehen lässt und segmentiert ist. Das erlaubt eine sehr kostengünstige Errichtung, bzw. bei gegebenem Budget eine größere Spiegelfläche zu erzielen. Die Abbildungsfehler werden hier durch weitere, aber deutlich kleinere und günstigere Spiegel ausgeglichen.

## Bestandteile

### Optische Elemente

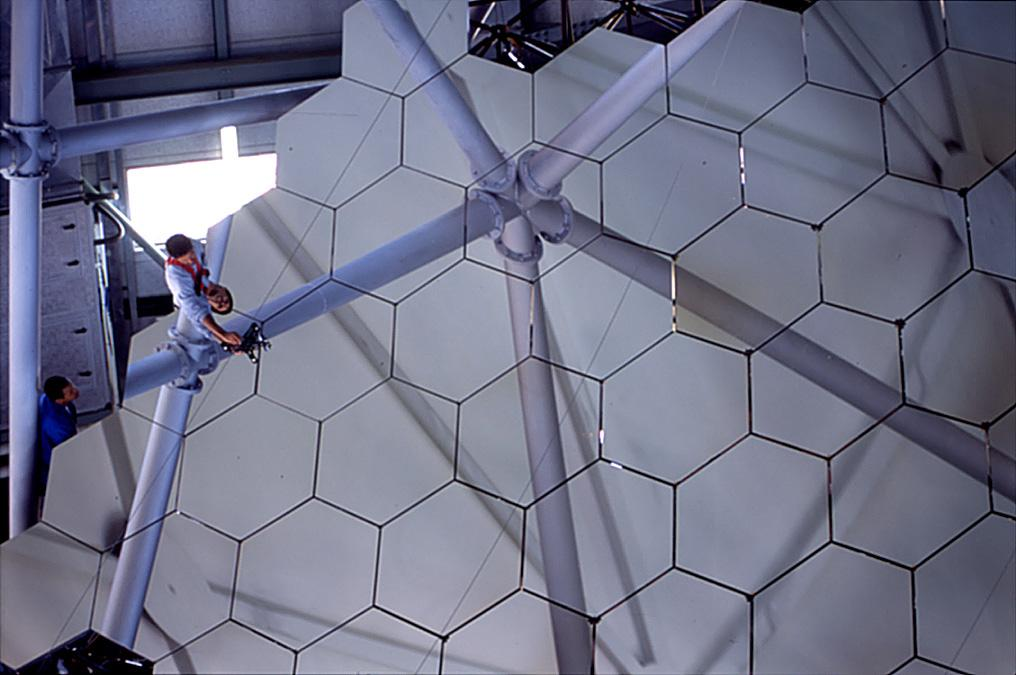
Der segmentierte Hauptspiegel des Southern African Large Telescope

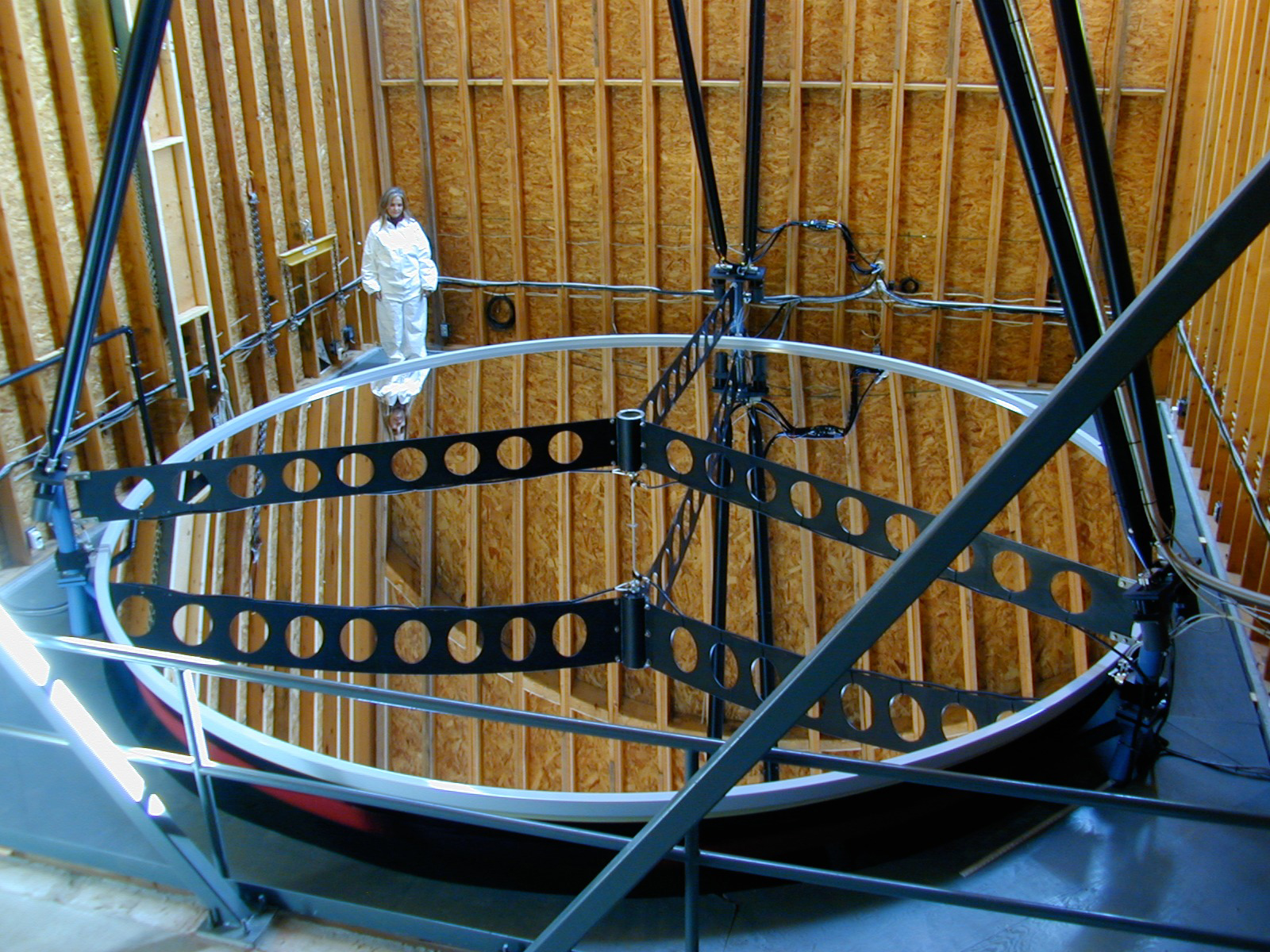
Flüssiger Spiegel aus Quecksilber (Large Zenith Telescope mit 6 m Durchmesser)

Ein Spiegelteleskop besteht im Wesentlichen aus einem Hauptspiegel und einem im selben Tubus montierten Fangspiegel (Ausnahme Schiefspiegler), die auch Primär- und Sekundär-Spiegel genannt werden. Im Gegensatz zum Objektiv eines Fernrohrs wird das einfallende Licht nicht gebrochen, sondern vom Hauptspiegel reflektiert, dadurch werden Farbfehler vermieden. Da das Licht den Spiegel im Gegensatz zu einer Linse nicht durchdringt, kann man den Hauptspiegel mit geeigneten Mechaniken abstützen und daher in fast beliebiger Größe ausführen. In der wissenschaftlichen Astronomie nähern sich die aktuellen Hauptspiegeldurchmesser mittlerweile der Zehn-Meter-Marke. Bei Glaslinsen gibt es aufgrund der Gewichtsverhältnisse und der daraus resultierenden Durchbiegung der Linse eine Obergrenze von 1,2 Metern.
Statt eines konventionellen Spiegels kann auch ein flüssiger Spiegel aus Quecksilber verwendet werden. Ein solcher ist im Vergleich zu festen Spiegeln sehr preisgünstig und es werden bereits Durchmesser von bis zu 6 Metern erreicht (siehe Large Zenith Telescope).
Der Hauptspiegel ist zumeist annähernd parabolisch geformt. Er bündelt das vom Himmelskörper einfallende Licht und spiegelt es in Richtung Fangspiegel zurück. Dieser lenkt das Licht zur Seite oder durch eine Bohrung im Primärspiegel in Richtung Okular bzw. Strahlungsdetektor. Der Detektor ist nur noch bei Hobbyastronomen das Auge. Im wissenschaftlichen Betrieb wurden die traditionellen Empfänger, wie Fotoplatte oder Fotofilm durch CCD- oder CMOS-Sensoren ersetzt. Das zu untersuchende, gebündelte Licht kann vor der Aufnahme durch Farbfilter gefiltert oder durch Spektrografen einer Spektralanalyse unterzogen werden. Bei großen Spiegelteleskopen besitzen die Strahlungsdetektoren bzw. Instrumente zur Lichtanalyse oft ein Gewicht von bis über 1000 kg. Besonders massive Apparaturen werden bisweilen nicht mehr direkt hinter dem Teleskop, sondern getrennt davon aufgestellt und mit dem Teleskop über eine spezielle Lichtfaseroptik verbunden.

### Stützelemente

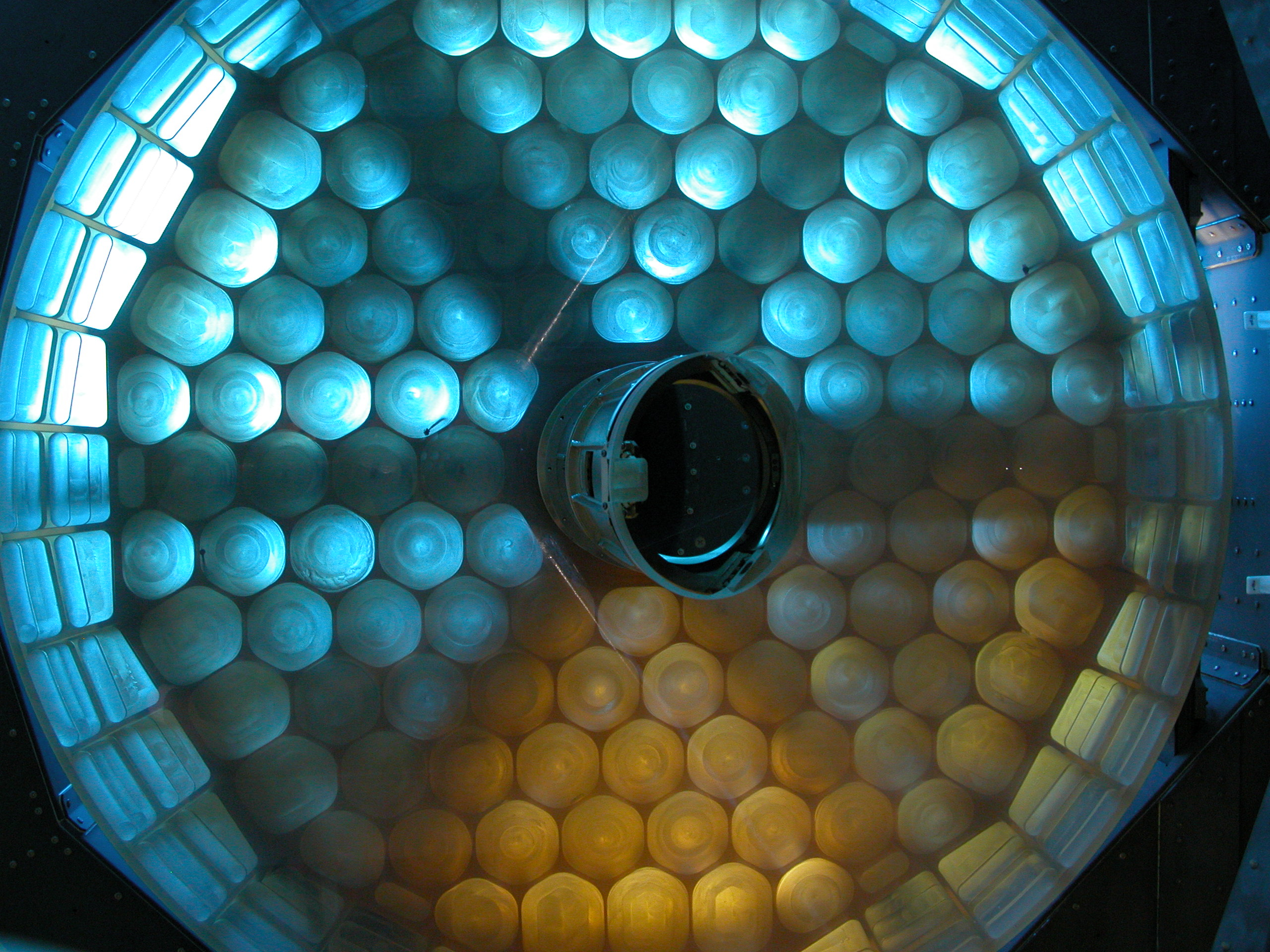
Die wabenförmige Stützstruktur des Primärspiegels von SOFIA, bevor die Spiegelschicht aufgebracht wurde.

Im Gegensatz zu Linsenfernrohren kann bei Spiegelteleskopen ein durch die Schwerkraft verursachtes Durchbiegen der optischen Elemente auch für sehr große Spiegel durch Stützkonstruktionen weitgehend verhindert werden.
Die konzeptionell einfachste Methode besteht darin, den Spiegel hinreichend dick zu gestalten, so dass durch seine mechanische Steifigkeit die Durchbiegung reduziert wird. Dafür wird die Dicke typisch mit einem Sechstel des Durchmessers gewählt. Diese Methode findet jedoch ihre Grenzen bei größeren Spiegeldurchmessern, die aufwendig zu fertigen sind, da die sich ergebenden dicken gegossenen Glasplatten viel Material erfordern und sehr lange brauchen, um spannungsfrei auszukühlen. Eine Weiterentwicklung besteht im Fertigen einer leichtgewichtigen hohlen Stützkonstruktion aus demselben Material, meist in Bienenwabenform oder durch Hohlkammern; diese ist durch eine entsprechende Gestaltung der Gussform an dem Spiegel integriert.

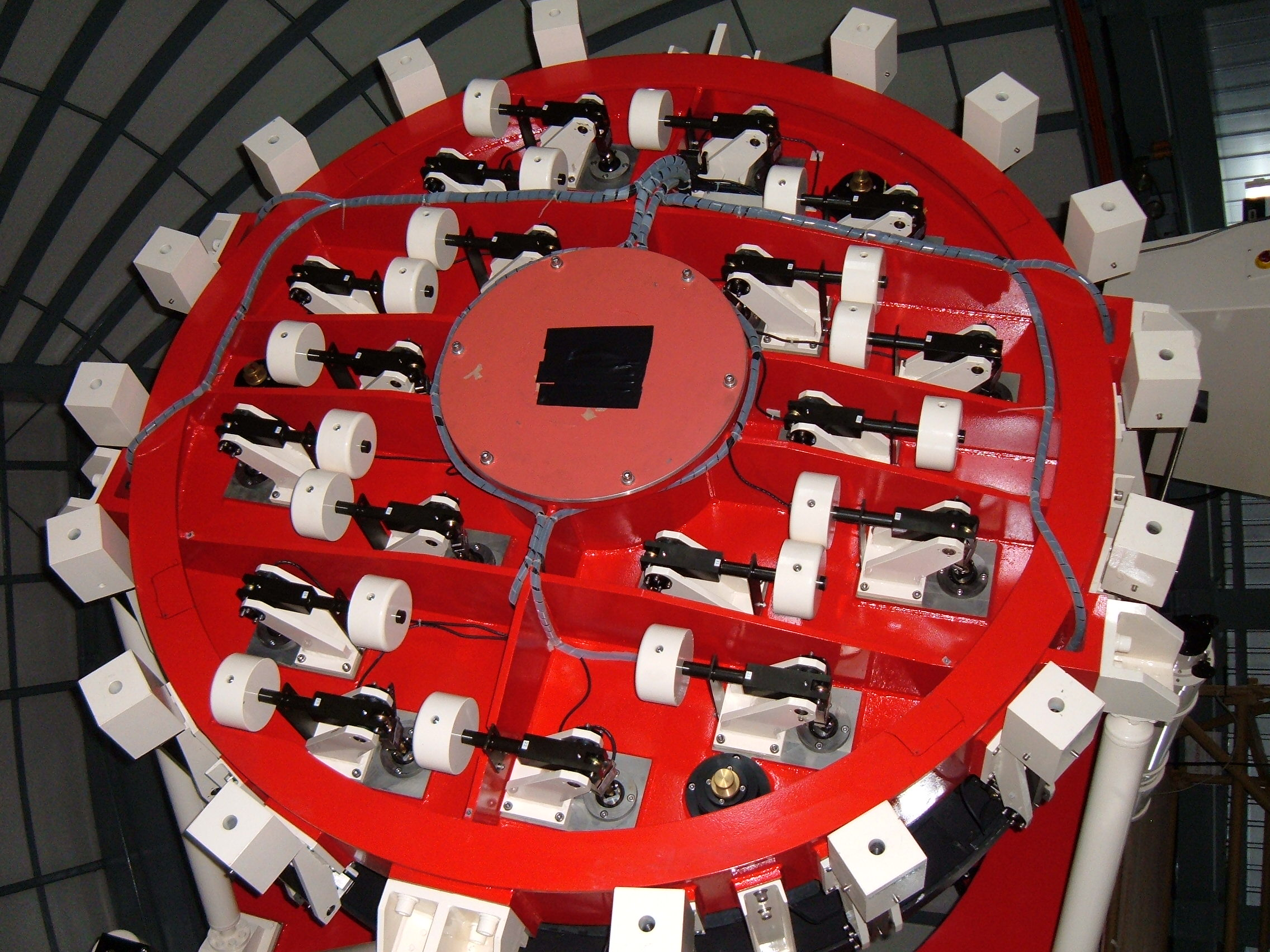
Unterseite des Primärspiegelträgers des MOA-Teleskops – gut zu erkennen sind die Lassell-Hebel, gebildet aus den weißen Kompensationsgewichtsscheiben an den schwarzen Hebelkonstruktionen.

Alternativ oder ergänzend kann die Schwerkraft durch einen sogenannten Whiffletree aufgenommen werden. Bei diesem wird die Last durch meist mehrstufig gelenkig gelagerte Balken oder Platten, das Prinzip einer Tafelwaage weiterführend, an vielen Punkten abgestützt. Ein anderer Stützmechanismus, von William Lassell um 1840 entwickelt und nach ihm benannt, verwendet Hebelmechanismen an diesen Punkten, über die jeweils eine der optischen Achse parallele Komponente der Gewichtskraft entsprechende Gegenkraft durch Gewichte eingeleitet wird. Die senkrecht zur optischen Achse wirkende Komponente der Gewichtskraft wird bei diesen Konstruktionen häufig durch eine Halbschlinge um den Spiegel aufgenommen.
Andere Stützkonstruktionen hingegen verformen den Spiegel gezielt, beispielsweise um eine einfach herzustellende sphärische Oberfläche in eine parabolische oder hyperbolische zu überführen, indem sie gezielt Kräfte mittels Federn oder Unterdruck einleiten.
Bei modernen großen Teleskopen werden die Primärspiegel so dünn gebaut, dass sie unter ihrem Eigengewicht zerbrechen würden, falls sie nicht von aktiven Stützelementen in Form gehalten würden. Die dünne Konstruktion hat zum einen den Vorteil, dass der Spiegel leichter ist und somit die Teleskopkonstruktion weniger massiv ausfallen kann. Zum anderen kann bei solchen Spiegeln wesentlich einfacher die erforderliche Form des Paraboloids durch eine aktive Optik in jeder Ausrichtung des Spiegels erreicht werden. Die aktive Optik bewirkt mittels Computer und regelbarer Stützelemente eine automatische Korrektur der durch sein Eigengewicht entstehenden Verzerrungen des Spiegels.
Der größte Spiegel war von 1947 bis 1975 das 5-m-Teleskop am Mt. Palomar, Kalifornien. In den Jahren von 1990 bis 2000 wurden Spiegeldurchmesser über 8 m realisiert, wie beispielsweise das Very Large Telescope (VLT) der Europäischen Südsternwarte (ESO) in Chile. Es wurden auch Spiegelteleskope gebaut, wie das Keck-Teleskop auf Hawaii mit insgesamt 10 m Spiegeldurchmesser, deren Hauptspiegel aus einzelnen sechseckigen Segmenten besteht, die bienenwabenartig aneinander gelegt sind und deren Lage hydraulisch korrigiert werden kann. Ein Computer regelt die Lage der Segmente automatisch, so dass immer ein optimales Bild entsteht. Seit Juli 2009 steht das größte Spiegelteleskop mit 10,4 m Spiegeldurchmesser in rund 2400 Metern Höhe auf dem Roque de los Muchachos, dem höchsten Gipfel der Kanaren-Insel La Palma.

### Tubus

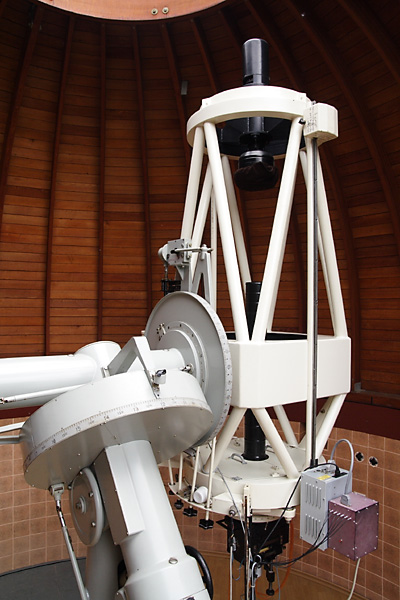
Serruier-Gitterrohrtubus des 60-cm-Zeiss-Teleskops in Ostrowik

Der Tubus eines Spiegelteleskopes trägt Haupt- und Fang- bzw. Ablenkspiegel, in vielen Realisierungen auch Okular oder Bildaufnehmer und hält diese auf einer gemeinsamen optischen Achse. Er wird als Rohr- oder Gitterrohrkonstruktion ausgeführt, bei denen der Primärspiegel an einem Ende, Sekundär- bzw. Ablenkspiegel am anderen Ende angeordnet sind.
Um eine Dezentrierung der optischen Komponenten aufgrund deren Gewichte, insbesondere des Primärspiegels, bei Neigung des Teleskops zu vermeiden, wird für größere Spiegelteleskope meist ein Gittertubus nach Serruier verwendet, der 1935 für das 5-m-Hale-Teleskop entwickelt wurde.
Der Serruier-Tubus besteht aus zwei Teilen, die vor und hinter der als Deklination-Pivot bezeichneten Neigungsachse angeordnet sind. Seitlich betrachtet bilden beide Teile jeweils ein Parallelogramm, bestehend aus Pivot-Rahmen, oberen und unteren Gitterrohren und Frontrahmen bzw. Primärspiegelhalterung. Mittels seitlicher Streben wird die Steifigkeit des vorderen und hinteren Teils so eingestellt, dass sie bei jeder Neigung unter dem Einfluss der Gewichtskraft gleich weit nachgeben und die optischen Komponenten auf einer gemeinsamen optischen Achse verbleiben und nur diese parallel verschoben wird.

### Streulichtblenden
Für kontrastreiche Bilder sind Streulichtblenden in einem Teleskop erforderlich, die verhindern, dass Licht durch Streuung im Tubus oder aus Himmelsregionen außerhalb des Beobachtungsfeldes zum Okular bzw. Bildaufnehmer gelangt. Je nach Spiegelanordnung wurden dafür unterschiedliche Konzepte entwickelt. Für den Primärspiegel kommen häufig eine Reihe von Lochblenden mit zum Spiegel hin abnehmenden Durchmesser zum Einsatz, so dass das Sichtfeld nicht beschnitten wird. Für Cassegrain-Teleskope eignen sich Venetian Blind (engl.) und für Gregorian-Teleskope eine wiederholte Anordnung wie für einfache Spiegel.

## Herstellung und Wartung

### Von der Glasschmelze zum Rohling
Die genaue Formgebung großer astronomischer Spiegel ist eine technisch anspruchsvolle und meist sehr langwierige Arbeit, auf die sich weltweit nur wenige Firmen spezialisiert haben; zu den bekanntesten gehören Zeiss in Oberkochen/Württemberg, Schott in Mainz, welche beide Unternehmen der Carl-Zeiss Stiftung sind und der russische Hersteller LZOS. Bis zu Durchmessern von 50 bis 60 cm kann man das Spiegelschleifen aber auch selbst durchführen.
Nach Herstellen der Glasschmelze und dem Guss des Spiegels (Spezialist dafür ist die Fa. Schott in Mainz) muss der Rohling langsam auskühlen, was z. B. beim 5-m-Spiegel von Mount Palomar über ein Jahr dauerte, und bei dem 6-m-Spiegel des BTA-6 beinahe scheiterte. Die heute verwendeten glaskeramischen Materialien wie Borofloat, Pyrex, Cervit, Sital, Zerodur sind zwar auf thermische Spannungen weniger empfindlich, doch erst mit der Fertigung in Rotationsöfen, die bereits der Schmelze eine Parabelform geben, gelang die Herstellung größerer Spiegel bis zu einem Durchmesser von 8,4 m. Noch größere Spiegel als diese werden aus einzelnen hexagonalen Segmenten zusammengesetzt.
Nach dem Erkalten der Schmelze wird der Glasrohling einer ersten Kontrolle unterzogen und auf seine Freiheit von Schlieren im Glas überprüft. Danach erhält er durch Schleifen seine Form, die zumeist einem Kugelsegment oder einem Paraboloid entspricht.

### Schleifen und Polieren des Hauptspiegels
Die Kunst des Spiegelschleifens kann für Spiegel bis etwa 60 cm Durchmesser in Kursen erlernt werden, die bereits von Astrovereinen und Volkssternwarten regelmäßig angeboten werden. Das Schleifen wird mit zunehmend besserer Anpassung an die Idealform, die mit eigenen Prüfverfahren beurteilt wird, mit immer feinerem Karborund und Schleifpulver durchgeführt. Bei größeren Spiegeln ist dieser Prozess automatisiert und wird von großen programmierbaren Robotern durchgeführt.
Die letzte Feinheit seiner Form erhält der Spiegel durch das Polieren. Seit Anfang 1990 steht dafür ein alternatives, durch die Firma Kodak entwickeltes Verfahren zur Verfügung, das sogenannte Ion-Beam-Milling oder Ion-Beam-Figuring. Abschließend wird der Spiegel mit einer oder mehreren Reflexionsschichten aus Aluminium bedampft und mit einer abschließenden Schutzschicht, meist aus SiO2, überzogen. Der Spiegel erhält damit ein Reflexionsvermögen von bis zu 96 %. Die endgültige optische Toleranz liegt für Amateurfernrohre bei mindestens λ/4 („Lambda Viertel“) der verwendeten Wellenlänge, wird aber meist trotz höherer Kosten auf λ/8 oder sogar unter λ/10 festgelegt. Bei professionellen Sternwarten gelten noch höhere Ansprüche, was neben den größeren Spiegeldurchmessern noch zusätzlichen Aufwand mit sich bringt.
Die erste wirkliche Funktionsprüfung ist das so genannte Erste Licht, die erstmalige Aufnahme eines gut geeigneten und meist bekannten Himmelskörpers oder einer Galaxie. Eine gelungene Aufnahme wird gerne publiziert und findet bei vielen Medien hohes Interesse – z. B. im Oktober 2005 die milchstraßenähnliche Spiralgalaxie NGC 891 vom Ersten Licht des Large Binocular Telescope. Diesem Test folgen dann weitere, oft langwierige Justierungsarbeiten am Haupt- und auch Sekundärspiegel, bis das Teleskop nach etwa einem Jahr seine volle Funktion aufnehmen kann.
Wenn die Optik gewisse Fehlertoleranzen überschreitet, muss sie einer Nachbearbeitung unterzogen werden. Jene des Hubble-Weltraumteleskops ging durch die Medien, war allerdings neben dem Einbau einer Korrektionsoptik auch ein Test für die Arbeitsfähigkeit von Astronauten bei anspruchsvollen Reparaturen.

### Justierung

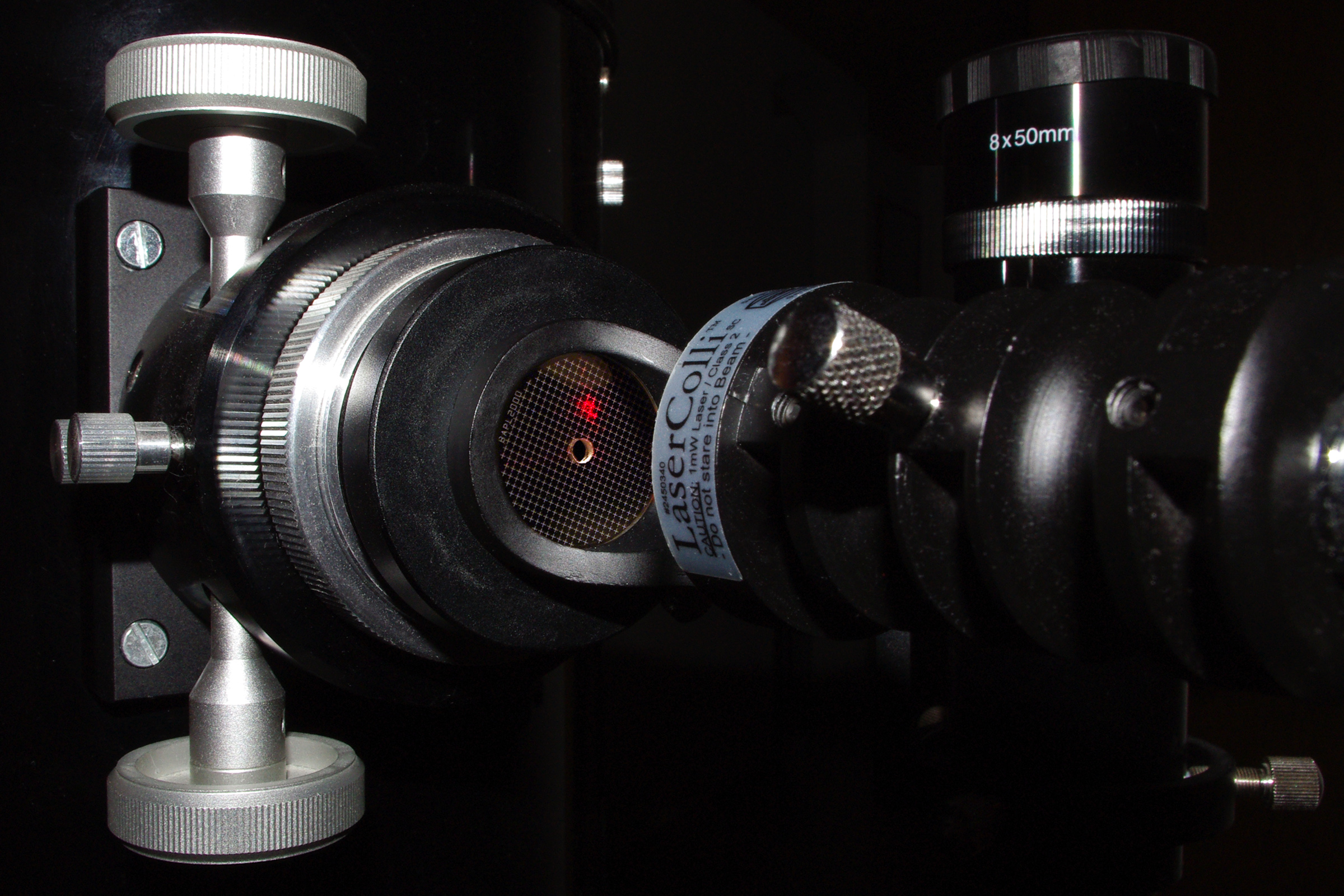
Justierlaser im Okularauszug

Kleinere Amateurteleskope, die häufig transportiert werden und erheblichen Temperaturschwankungen unterworfen sind, müssen regelmäßig neu justiert werden. Das betrifft insbesondere Newton-Teleskope und geschieht hier am einfachsten mit einem batteriebetriebenen Laser und einer Markierung in der Mitte des Hauptspiegels (dafür muss der Spiegel einmalig ausgebaut werden).
Der Tubus des Newton-Teleskops wird so ausgerichtet, dass der Okularauszug nach oben zeigt. Der Justierlaser wird ohne Klemmung in den Okularauszug bzw. in die auf dem Foto sichtbare Reduzierhülse gesteckt und anschließend der Fangspiegel so verstellt, dass der Laserstrahl die Markierung in der Mitte des Hauptspiegels trifft. Nach dem Lösen der Kontermuttern (Hauptspiegel) werden die Justierschrauben des Hauptspiegels so verstellt, dass der Laser in sich selbst reflektiert. Dafür hat der Laser eine Mattscheibe mit einem kleinen Loch in der Mitte. Fällt der rote Laserstrahl wieder durch das Loch (ist also auf der Mattscheibe nicht mehr zu sehen), ist das Teleskop justiert. Abschließend wird der Hauptspiegel mit den Kontermuttern fixiert.

## Auflösungsvermögen
Die Beugung des Lichtes begrenzt das Auflösungsvermögen eines Spiegelteleskops. Das theoretische Auflösungsvermögen eines Spiegelteleskops, also der minimale Winkel {\displaystyle \alpha } zwischen zwei gerade noch trennbaren Objekten, hängt vom Durchmesser {\displaystyle D} des Hauptspiegels (Apertur) und von der Wellenlänge {\displaystyle \lambda } des empfangenen Lichts ab. Zwei benachbarte Sterne lassen sich auflösen, wenn ihre Beugungsscheibchen nicht zu stark überlappen. Angenähert gilt das Dawes-Kriterium (Winkel in Bogenmaß):
{\displaystyle \alpha ={\lambda  \over D}}
Um Bildfehler zu verringern, müssen die Spiegel sehr präzise bearbeitet werden. Das Schleifen und Polieren der Spiegel erfolgt auf 1/4 bis 1/20 der Licht-Wellenlänge, also mit Genauigkeiten von 150 bis 30 nm.
In der Praxis wird das Auflösungsvermögen aber vom Seeing sehr stark begrenzt, welches hauptsächlich durch Turbulenzen und sonstige Bewegungen in der Erdatmosphäre verursacht wird. Durch das Seeing beträgt die erreichbare Auflösung im sichtbaren Licht typisch ca. 1 bis 2 Bogensekunden auf dem europäischen Festland, was dem theoretischen Auflösungsvermögen eines 12-cm-Spiegels entspricht. In anderen Regionen der Erde kann das Seeing erheblich günstiger sein. Der beste je gemessene Wert liegt bisher bei 0,18 Bogensekunden in der Atacamawüste auf dem Paranal im Norden Chiles. Die Bildqualität wird darüber hinaus von Staub, dem Streulicht von Städten – die so genannte Lichtverschmutzung – und dem Anteil an Wasserdampf in der Luft beeinflusst; im nahen Infrarot stört besonders Wasserdampf in der Atmosphäre die Beobachtung, da dieser die entsprechenden Wellenlängen des Lichtes sehr stark dämpft. Großteleskope werden daher meist fernab menschlicher Siedlungen in trockenen Regionen auf hohen Bergen aufgestellt, um eine möglichst gute Auflösung zu erhalten.
Durch eine adaptive Optik gelingt es bei neuen Geräten in zunehmendem Maße, das höhere Auflösungsvermögen großer Optiken dennoch zu nutzen. Dabei wird entweder ein bekanntes punktförmiges Objekt wie zum Beispiel ein heller Stern als Referenz benutzt oder es wird mittels eines Lasers Natrium, das von Mikrometeoriten stammt, die in der Erdatmosphäre verglühen, in der oberen Erdatmosphäre in ungefähr 90 km Höhe zum Leuchten angeregt und somit ein künstlicher Leitstern mit bekannter Form erzeugt. Computerprogramme werten dann das vom Teleskop erzeugte Bild dieses Leitsterns viele Male pro Sekunde aus (teilweise über 1000-mal pro Sekunde) und verbiegen einen zusätzlichen Korrekturspiegel mit regelbaren Stellelementen so, dass die Verzerrungen durch die Luft möglichst ausgeglichen werden. Dadurch werden die zu beobachtenden Objekte in derselben Region ebenfalls bis an die theoretische Auflösungsgrenze scharf abgebildet.

## Bauformen
Eine Vielzahl von unterschiedlichen Bauformen sind entwickelt worden, die sich in der Anzahl und Konfiguration der optischen Elemente unterscheiden. Sie optimieren den Aufbau hinsichtlich unterschiedlicher, sich teilweise widersprechender Kriterien:
- große Apertur,
- großer Bildwinkel,
- kleine Gesamtabmessung,
- einfach herstellbare optische Flächen,
- einfache Montage und Betrieb.

Für die kurzen Wellenlängen der Röntgenstrahlung ist kein geeignetes spiegelndes Material bekannt. Stattdessen wird in Wolter-Teleskopen die Totalreflexion bei kleinem Einfallswinkel genutzt, was einen anderen konstruktiven Aufbau mit sich bringt. Für Schallwellen hingegen kann die gleiche Anordnung wie für Licht verwendet werden, was in Hohlspiegelmikrofonen realisiert wird. Auch Radioteleskope sind nach den gleichen Prinzipien wie ein Spiegelteleskop konstruiert.
Bekannte Bauformen von Spiegelteleskopen mit ihren Strahlengängen sind in der folgenden Tabelle gelistet.
| Bezeichnung | Eigenschaft | Schematische Darstellung                               |
| --- | --- | ------------------------------------------------------ |
| Newton-Teleskop | paraboloider oder sphärischer Hauptspiegel, planarer Ablenkspiegel, einfacher Aufbau | Schematische Darstellung „Newton-Teleskop“             |
| Nasmyth-Teleskop | planer Tertiärspiegel, kann in Cassegrain- oder anderen Bauformen verwendet werden, typischerweise, um externe Messapparaturen anzuschließen | Schematische Darstellung „Nasmyth-Teleskop“            |
| Herschel-Teleskop | Obstruktionsfrei (keine Abdeckung der Eingangsöffnung durch den Sekundärspiegel) | Schematische Darstellung „Herschel-Teleskop“           |
| Cassegrain-Teleskop 1. Klassisch 2. Dall-Kirkham-Teleskop 3. Pressman-Camichel-Teleskop 4. Ritchey-Chrétien-Teleskop | konkaver Hauptspiegel / konvexer Fangspiegel: 1. parabolisch / hyperbolisch 2. Ellipsoid / sphärisch 3. sphärisch / ellipsoid 4. hyperbolisch / hyperbolisch | Schematische Darstellung „Cassegrain-Teleskop“         |
| Gregory-Teleskop | Paraboloider Hauptspiegel / konkaver ellipsoider Fangspiegel | Schematische Darstellung „Gregory-Teleskop“            |
| Schmidt-Teleskop auch Schmidt-Kamera                                                                                 | asphärische Korrekturlinse, sphärischer Hauptspiegel, sehr großes Sichtfeld, aber durch die Korrekturlinse begrenzte Apertur von < 1,35 m Bei innenliegendem Fokus nur als Kamera geeignet (Schmidt-Kamera); bei Instrumenten mit langer Brennweite kann das konvergente Strahlenbündel auch durch ein Loch im Hauptspiegel zur visuellen Beobachtung nach außen geführt werden (siehe Schmidt-Cassegrain-Teleskop.) | Schematische Darstellung „Schmidt-Teleskop“            |
| Baker-Nunn-Kamera | Ähnelt der Schmidt-Kamera, apochromatischer Korrektor aus drei asphärischen Linsen, sphärischer Hauptspiegel, extrem großes Sichtfeld von 30°, Öffnungsverhältnis von 1:1 bei 50 cm Apertur, durch den innenliegenden Fokus nur als Kamera geeignet |                                                        |
| Schmidt-Cassegrain-Teleskop                                                                                          | asphärische Korrekturlinse, sphärischer Hauptspiegel, sphärischer Fangspiegel | Schematische Darstellung „Schmidt-Cassegrain-Teleskop“ |
| Schwarzschild-Teleskop, Couder-Teleskop                                                                              | Aplanat, ebenes Bild Anastigmat, aber gewölbtes Bild | Schematische Darstellung „Schwarzschild-Teleskop“      |
| Maksutov-Teleskop oder Maksutov-Cassegrain-Teleskop                                                                  | sphärische, meniskusförmige Korrekturlinse, sphärischer Hauptspiegel, durch die Korrekturlinse begrenzte Apertur von < 1 m | Schematische Darstellung „Maksutov-Teleskop“           |
| Lurie-Houghton-Teleskop                                                                                              | konkave und konvexe sphärische Korrekturlinse, sphärischer Hauptspiegel durch die Korrekturlinse begrenzte Apertur von < 1 m |                                                        |
| Klevtsov-Teleskop | sphärischer Hauptspiegel, sphärische Subapertur-Korrekturlinse und sphärischer Mangin-Fangspiegel | Schematische Darstellung „Klevtsov-Teleskop“           |
| Kutter-Schiefspiegler Yolo-Schiefspiegler                                                                            | kleines Öffnungsverhältnis bei vergleichsweise kompakter Bauform, obstruktionsfrei | Schematische Darstellung „Kutter-Schiefspiegler“       |

Beim Bau sehr großer Teleskope, z. B. dem Very Large Telescope der ESO oder dem Hubble-Weltraumteleskop (HST), hat sich das Ritchey-Chrétien-Cassegrain-System durchgesetzt. Bei Teleskopen mit Durchmessern von mehr als 10 m verwendet man aufgrund der geringeren Herstellungskosten wieder zunehmend sphärische Hauptspiegel, dafür aber aufwendigere Sekundäroptiken. Beispiele sind das Hobby-Eberly-Teleskop, das Southern African Large Telescope und das bis 2005 verfolgte Overwhelmingly Large Telescope. Ebenfalls üblich ist die Verwendung von Nasmyth-Tertiärspiegeln, um den Strahlengang zwischen verschiedene Messplattformen umzuschalten.
Um große Teleskope zu tragen und zu bewegen, benötigt man Montierungen. Diese müssen eine der Teleskopgröße entsprechende Tragfähigkeit und Stabilität aufweisen, insbesondere auch bei Temperaturschwankungen. Um das Teleskop der scheinbaren Bewegung der Sterne in nur einer Achse nachführen zu können, muss eine parallaktische Montierung auf den Himmelspol ausgerichtet werden. Die Nachführung erfolgt dann manuell oder motorisch. Bei den größeren Spiegelteleskopen haben sich jedoch aus Kostengründen die einfacheren azimutalen Montierungen durchgesetzt, welche aber eine Nachführung in beiden Achsen erfordern, wodurch als weiterer Nachteil Bildfelddrehung entsteht. Für Fotografien (Langzeitbelichtungen) sind exakte Steuerungsmöglichkeiten notwendig.

## Schutzmaßnahmen bei der Sonnenbeobachtung
Bei der Sonnenbeobachtung durch ein Teleskop muss zwingend ein geeigneter Sonnenfilter verwendet werden. Sonnenfilter, die am Okular angebracht sind, bieten in der Regel keinen ausreichenden Schutz, da sie unter der großen Hitzebelastung zerspringen oder schmelzen können. Der Sonnenfilter sollte daher vor der Öffnung des Teleskops angebracht werden. Alternativ kann die Sonne auch auf einen weißen Schirm projiziert werden, was aber nicht bei allen Teleskopen ratsam ist (Hitzebelastung im Okular).

## Große Spiegelteleskope
- siehe Liste der größten optischen Teleskope